# بورديت هالدورسون
بورديت هالدورسون (بالإنجليزية: Burdette Haldorson)‏ مواليد 12 يناير 1934 في أوستين، هو لاعب كرة سلة أمريكي سابق وحمل الرقم 22. بلغ طوله 6 قدم 9 بوصة (2.1 م).

## الميداليات
| الميدالية | المسابقة                       |
| --------- | ------------------------------ |
| ذهبية     | الألعاب الأولمبية الصيفية 1956 |
| ذهبية     | الألعاب الأولمبية الصيفية 1960 |

## روابط خارجية
- بورديت هالدورسون على موقع الاتحاد الدولي لكرة السلة (الإنجليزية)
- بورديت هالدورسون على موقع سبورتس رفرنس (الإنجليزية)
- بورديت هالدورسون على موقع كلية كرة السلة في سبورتس رفرنس.كوم (الإنجليزية)
- بورديت هالدورسون على موقع ريلجم (الإنجليزية)
- بورديت هالدورسون على موقع سبورتس رفرنس (الإنجليزية)
- بورديت هالدورسون على موقع اللجنة الأولمبية الدولية (الإنجليزية)
- بورديت هالدورسون على موقع أوليمبيديا (الإنجليزية)